# 龙宫镇
龙宫镇，是中华人民共和国贵州省安顺市西秀区下辖的一个乡镇级行政单位。

## 行政区划
龙宫镇下辖以下地区：
龙潭村、桃子村、响陇村、下苑村、新寨村、陇嘎村、大田村、山嘎村、满寨村、羊补村、蔡官村、马头村、下板村、上板村、小仡村、石头村、炭窑村、克妈村、木厦村、下屯村、火麦村、陷塘村和六万村。